# Cimetiere Ravine
Die Cimetière Ravine ist ein kleiner Bach an der Westküste von Dominica. Er verläuft im Parish St. John und mündet in der Toucari Bay ins Karibische Meer.

## Geographie
Die Cimetiere Ravine entspringt an einem westlichen Ausläufer des Morne aux Diables im Gebiet von Mal-en-Gamme (⊙) und fließt an steilem Hang nach Westen entlang des Morne Soleil und mündet nach etwa 1,2 km in die Toucari Bay. Nach Norden schließt sich das Einzugsgebiet der Cottage Ravine an, südlich verläuft der Toucari River.